# Pavel Zhilin
Pavel Andreevich Zhilin (Velikiy Ustyug, Oblast de Vologda, Rússia, 8 de fevereiro de 1942 — 4 de dezembro de 2005)
Filho do engenheiro Andrey Pavlovich Zhilin e Zoya Alexeevna Zhilina. Em 1956 a família foi para Leningrado. Em 1956 ingressou na Universidade Politécnica Estatal de São Petersburgo, onde estudou até 1965 no Departamento de Mecânica e Processos de Controle da Faculdade de Física e Mecânica. Em 1967 tornou-se professor assistente no departamento onde estudou, onde foi depois professor associado e professor pleno. O departamento foi fundado por Anatolii Isakovich Lurie, de quem Zhilin tornou-se o mais próximo discípulo. Obteve o título de Candidato de Ciências em física e ciências matemáticas em 1968, com a tese The theory of ribbed shells, e o título de Doktor nauk em 1984, com a tese The theory of simple shells and its applications.